# Stamboom Carolina van Oranje-Nassau
Dit is de stamboom van Carolina van Oranje-Nassau (1743-1787).
| Stamboom Carolina van Oranje-Nassau (1743-1787)                                                | Stamboom Carolina van Oranje-Nassau (1743-1787)                                                   | Stamboom Carolina van Oranje-Nassau (1743-1787)                                                   | Stamboom Carolina van Oranje-Nassau (1743-1787)                                                   | Stamboom Carolina van Oranje-Nassau (1743-1787)                                                   | Stamboom Carolina van Oranje-Nassau (1743-1787)                                                   | Stamboom Carolina van Oranje-Nassau (1743-1787)                                                   | Stamboom Carolina van Oranje-Nassau (1743-1787)                                                   | Stamboom Carolina van Oranje-Nassau (1743-1787)                                                   | Stamboom Carolina van Oranje-Nassau (1743-1787)                                        | Stamboom Carolina van Oranje-Nassau (1743-1787) | Stamboom Carolina van Oranje-Nassau (1743-1787)                                        | Stamboom Carolina van Oranje-Nassau (1743-1787)                                        | Stamboom Carolina van Oranje-Nassau (1743-1787)                                                                           | Stamboom Carolina van Oranje-Nassau (1743-1787)                                        | Stamboom Carolina van Oranje-Nassau (1743-1787)                                        |
| ---------------------------------------------------------------------------------------------- | ------------------------------------------------------------------------------------------------- | ------------------------------------------------------------------------------------------------- | ------------------------------------------------------------------------------------------------- | ------------------------------------------------------------------------------------------------- | ------------------------------------------------------------------------------------------------- | ------------------------------------------------------------------------------------------------- | ------------------------------------------------------------------------------------------------- | ------------------------------------------------------------------------------------------------- | -------------------------------------------------------------------------------------- | --- | -------------------------------------------------------------------------------------- | -------------------------------------------------------------------------------------- | --- | -------------------------------------------------------------------------------------- | -------------------------------------------------------------------------------------- |
| Grootouders                                                                                    | Johan Willem Friso van Nassau-Dietz (1687-1711) x 1709 Maria Louise van Hessen-Kassel (1688-1765) | Johan Willem Friso van Nassau-Dietz (1687-1711) x 1709 Maria Louise van Hessen-Kassel (1688-1765) | Johan Willem Friso van Nassau-Dietz (1687-1711) x 1709 Maria Louise van Hessen-Kassel (1688-1765) | Johan Willem Friso van Nassau-Dietz (1687-1711) x 1709 Maria Louise van Hessen-Kassel (1688-1765) | Johan Willem Friso van Nassau-Dietz (1687-1711) x 1709 Maria Louise van Hessen-Kassel (1688-1765) | Johan Willem Friso van Nassau-Dietz (1687-1711) x 1709 Maria Louise van Hessen-Kassel (1688-1765) | Johan Willem Friso van Nassau-Dietz (1687-1711) x 1709 Maria Louise van Hessen-Kassel (1688-1765) | Johan Willem Friso van Nassau-Dietz (1687-1711) x 1709 Maria Louise van Hessen-Kassel (1688-1765) | George II van Hannover (1683-1760) x 1705 Caroline van Brandenburg-Ansbach (1683-1737) | George II van Hannover (1683-1760) x 1705 Caroline van Brandenburg-Ansbach (1683-1737)                                                              | George II van Hannover (1683-1760) x 1705 Caroline van Brandenburg-Ansbach (1683-1737) | George II van Hannover (1683-1760) x 1705 Caroline van Brandenburg-Ansbach (1683-1737) | George II van Hannover (1683-1760) x 1705 Caroline van Brandenburg-Ansbach (1683-1737)                                    | George II van Hannover (1683-1760) x 1705 Caroline van Brandenburg-Ansbach (1683-1737) | George II van Hannover (1683-1760) x 1705 Caroline van Brandenburg-Ansbach (1683-1737) |
| Ouders                                                                                         | Willem IV van Oranje-Nassau (1711-1751) x 1734 Anna van Hannover (1709-1759)                      | Willem IV van Oranje-Nassau (1711-1751) x 1734 Anna van Hannover (1709-1759)                      | Willem IV van Oranje-Nassau (1711-1751) x 1734 Anna van Hannover (1709-1759)                      | Willem IV van Oranje-Nassau (1711-1751) x 1734 Anna van Hannover (1709-1759)                      | Willem IV van Oranje-Nassau (1711-1751) x 1734 Anna van Hannover (1709-1759)                      | Willem IV van Oranje-Nassau (1711-1751) x 1734 Anna van Hannover (1709-1759)                      | Willem IV van Oranje-Nassau (1711-1751) x 1734 Anna van Hannover (1709-1759)                      | Willem IV van Oranje-Nassau (1711-1751) x 1734 Anna van Hannover (1709-1759)                      | Willem IV van Oranje-Nassau (1711-1751) x 1734 Anna van Hannover (1709-1759)           | Willem IV van Oranje-Nassau (1711-1751) x 1734 Anna van Hannover (1709-1759)                                                                        | Willem IV van Oranje-Nassau (1711-1751) x 1734 Anna van Hannover (1709-1759)           | Willem IV van Oranje-Nassau (1711-1751) x 1734 Anna van Hannover (1709-1759)           | Willem IV van Oranje-Nassau (1711-1751) x 1734 Anna van Hannover (1709-1759)                                              | Willem IV van Oranje-Nassau (1711-1751) x 1734 Anna van Hannover (1709-1759)           | Willem IV van Oranje-Nassau (1711-1751) x 1734 Anna van Hannover (1709-1759)           |
| Carolina van Oranje-Nassau (1743-1787) x 1760 Karel Christiaan van Nassau-Weilburg (1735-1788) |                                                                                                   |                                                                                                   |                                                                                                   |                                                                                                   |                                                                                                   |                                                                                                   |                                                                                                   |                                                                                                   |                                                                                        | |                                                                                        |                                                                                        | |                                                                                        |                                                                                        |
| Kinderen                                                                                       | George Willem Belgicus (1760-1762)                                                                | Lodewijk (1761-1770)                                                                              | Maria (1764-1802)                                                                                 | Louise (1765-1837) x 1786 Hendrik XIII Reuß (Oudere Linie) (1747-1817)                            | Doodgeboren zoon (1767)                                                                           | Frederik Willem (1768-1816) x 1788 Louise van Sayn-Hachenburg (1772-1827)                         | Carolina (1770-1828) x 1788 Karel Lodewijk van Wied-Runkel (1763-1824)                            | Karel Lodewijk (1772-1772)                                                                        | Karel (1775-1807)                                                                      | Amalia (1776-1841) x 1793 Victor II van Anhalt-Bernburg-Schaumburg-Hoym (1767-1812) x 1813 Friedrich von Stein-Liebenstein zu Barchfeld (1777-1849) | Doodgeboren dochter (1778)                                                             | Kind (1779-1779)                                                                       | Henriëtte (1780-1857) x 1797 Lodewijk van Württemberg (1756-1817)                                                         | Kind (1784-1784)                                                                       | Kind (1785-1785)                                                                       |
| Kleinkinderen                                                                                  | -                                                                                                 | -                                                                                                 | -                                                                                                 | Hendrik XVIII (1787) Dochter (1788) Hendrik XIX (1790-1836) Hendrik XX (1794-1859)                | -                                                                                                 | Willem (1792-1839) Augusta (1794-1796) Henriëtte (1797-1829) Frederik (1799-1845)                 | -                                                                                                 | -                                                                                                 | -                                                                                      | Hermine (1797-1817) Adelheid (1800-1820) Emma (1802-1858) Ida (1804-1828)                                                                           | -                                                                                      | -                                                                                      | Maria Dorothea (1797-1855) Amelie (1799-1848) Pauline (1800-1873) Elisabeth Alexandrine (1802-1864) Alexander (1804-1885) | -                                                                                      | -                                                                                      |